# WCT Invitational
Il WCT Invitational è stato un torneo di tennis facente parte del World Championship Tennis giocato dal 1978 al 1979 a Forest Hills e a Salisbury dal 1980 al 1981. Il torneo era giocato con il formato del round robin.

## Albo d'oro

### Singolare
| Città        | Anno | Vincitore        | Finalista      | Punteggio               |
| ------------ | ---- | ---------------- | -------------- | ----------------------- |
| Forest Hills | 1978 | Vitas Gerulaitis | Ilie Năstase   | 6–2, 6–0                |
| Forest Hills | 1979 | Eddie Dibbs      | Harold Solomon | 7–6, 6–1                |
| Salisbury    | 1980 | Björn Borg       | Vijay Amritraj | 7–5, 6–1, 6–3           |
| Salisbury    | 1981 | Bill Scanlon     | Vijay Amritraj | 3–6, 6–2, 6–4, 3–6, 6–4 |

### Doppio
| Città        | Anno | Vincitori                  | Finalisti                    | Punteggio     |
| ------------ | ---- | -------------------------- | ---------------------------- | ------------- |
| Forest Hills | 1978 | John Alexander Phil Dent   | Fred McNair Sherwood Stewart | 7–6, 7–6      |
| Forest Hills | 1979 | Peter Fleming John McEnroe | Gene Mayer Sandy Mayer       | 6–7, 7–6, 6–3 |